# Mestre (náutica)
Num âmbito náutico, um mestre é um profissional, normalmente não pertencente ao escalão dos oficiais, encarregado do governo de uma embarcação ou da chefia dos marinheiros a bordo de um navio.
O termo "mestre" é usado tanto na marinha mercante como na marinha de guerra para designar várias funções e categorias profissionais ou amadoras.

## Marinhas de comércio e de pesca

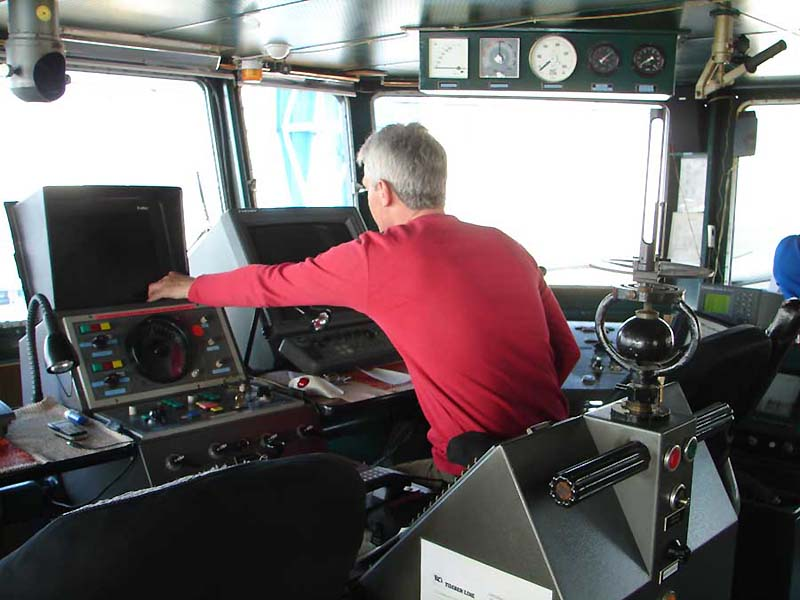
Mestre na ponte do navio cargueiro costeiro Ingvild.

Nas marinhas de comércio e de pesca, um mestre é o profissional da secção do convés/seção de convés que tem a seu cargo o governo de uma embarcação. Nos países e territórios de Língua Portuguesa, o termo utiliza-se exclusivamente para designar os profissionais com aquelas funções que não pertencem ao escalão dos oficiais. Quando são oficiais, os responsáveis pelo comando das embarcações são designados "comandantes" ou "capitães" . Em outros países, contudo, a designação "mestre" é exatamente equivalente à de capitão, sendo atribuída também aos oficiais.

### Funções
Um mestre de uma embarcação tem, a bordo, funções praticamente iguais às das de um capitão de um navio, apenas com as limitações decorrentes da sua certificação profissional. Tal como um capitão, o mestre é a mais alta autoridade a bordo da sua embarcação. Além de se ocupar especialmente da navegação e do serviço do convés, o mestre ainda supervisiona os restantes serviços de bordo, incluindo o de máquinas.

### Carreira e formação
Em Portugal, as carreiras de mestre da marinha mercante incluem-se na mestragem de convés do comércio, da pesca e do tráfego local. A mestragem de comércio inclui as categorias de mestre costeiro e de contramestre. A de pesca inclui as categorias de mestre do largo pescador, mestre costeiro pescador e de contramestre-pescador. A de tráfego local inclui a categoria de mestre do tráfego local. A sua formação é realizada no FOR-MAR (Centro de Formação Profissional das Pescas e do Mar) e em outros centros de formação marítima, através da realização de cursos profissionais de marinhagem, complementados, depois de experiência de embarque, com cursos de promoção ao escalão da mestragem.
As carreiras de mestre, no Brasil, incluem-se nos grupos profissionais dos marítimos, dos fluviários e dos pescadores. O grupo dos marítimos inclui as categorias de mestre de cabotagem e de contramestre. O dos fluviários inclui as categorias de mestre fluvial e de contramestre fluvial. O dos pescadores inclui a categoria de contramestre de pesca na navegação interior.

## Certificação para a função de mestre
A função de mestre de uma embarcação pode ser apenas desempenhada por profissionais certificados devidamente para tal. Essa certificação obedece aos critérios definidos pelas legislações marítimas nacionais e pelos regulamentos internacionais. Por exemplo, em Portugal, genericamente, de acordo com o tipo e com a arqueação da embarcação, podem desempenhar as funções de mestre os profissionais com as seguintes categorias:
1. Embarcações costeiras de comércio de arqueação bruta entre 300 e 500: Mestre costeiro;
2. Embarcações costeiras de comércio de arqueação inferior a 300: Contramestre;
3. Embarcações de pesca de arqueação bruta entre 250 e 700: Mestre do largo pescador;
4. Embarcações de pesca de arqueação bruta entre 100 e 250: Mestre costeiro pescador;
5. Embarcações de pesca de arqueação bruta inferior a 100: Contramestre-pescador;
6. Embarcações do tráfego local de arquação bruta superior a 10: Mestre do tráfego local.

## Marinha de guerra
Nas marinhas de guerra de diversos países, existe a graduação de mestre que corresponde a um ou mais postos equivalentes aos de sargento. Os postos de mestre existem, por exemplo, nas marinhas da Bélgica, do Canadá e da França .
Em outras marinhas de guerra existe a função de mestre, que não corresponde a um posto específico. Por exemplo, na Marinha Portuguesa, é designado "mestre" o sargento da Classe de Manobra e Serviços mais graduado a bordo de uma unidade naval que tem, a bordo, funções semelhantes às das de um contramestre de um navio da marinha mercante.

## Náutica de recreio
Nalguns países, os desportistas náuticos habilitados para o governo de embarcações de recreio em navegação costeira são designados "mestres".
Na náutica de recreio do Brasil, a carteira de habilitação náutica de mestre amador, permite ao seu titular a condução de embarcações em navegação costeira à vista de terra, entre portos brasileiros e estrangeiros.
Em Portugal, a categoria de desportista náutico aproximadamente correspondente é designada "patrão da costa".